# Jorginho Guinle: $ó se Vive Uma Vez
Jorginho Guinle: $ó se Vive uma Vez é um filme brasileiro de 2019, do gênero docudrama, dirigido por Otávio Escobar, o qual também é responsável pelo roteiro junto com Duda Ribeiro. Conta a história do herdeiro Jorge Eduardo Guinle.

## Sinopse
Jorge Eduardo Guinle ficou conhecido como um dos maiores playboys do Rio de Janeiro. Sempre desfrutando do gigantesco patrimônio de sua família, ele sempre frequentou os melhores locais da cidade, criando amizade e contato com várias pessoas que o consagraram como o primeiro promoter do Brasil.

## Elenco
- Saulo Segreto ... Jorginho Guinle
- Guilhermina Guinle
- Letícia Spiller ... Fraulein Emmy
- Daniel Boaventura
- Cirillo Luna ... mordomo
- Kenya Costta
- Davi Goulart ... Jorginho Guinle (criança)